# Puchar Interkontynentalny w Lekkoatletyce 2018 – bieg na 800 m mężczyzn
Bieg na 800 metrów mężczyzn – jedna z konkurencji biegowych rozgrywana w ramach lekkoatletycznyego pucharu interkontynentalnego na Stadionie miejskim w Ostrawie-Witkowicach.

## Terminarz
Źródło: worldathletics.org.
| Data       | Godzina |
| ---------- | ------- |
| 8 września | 17:12   |

## Rekordy
Tabela prezentuje rekord świata, rekord pucharu interkontynentalnego, rekordy kontynentów oraz najlepszy wynik na listach światowych w sezonie 2018 przed rozpoczęciem mistrzostw.
|                                     | Zawodnik           | Wynik   | Miejsce   | Data                  |
| ----------------------------------- | ------------------ | ------- | --------- | --------------------- |
| Rekord świata                       | David Rudisha      | 1:40,91 | Londyn    | 9 sierpnia 2012(dts)  |
| Listy światowe                      | Emmanuel Korir     | 1:42,05 | Londyn    | 22 lipca 2018(dts)    |
| Rekord pucharu interkontynentalnego | David Rudisha      | 1:43,37 | Split     | 5 września 2010(dts)  |
| Rekord Afryki                       | David Rudisha      | 1:40,91 | Londyn    | 9 sierpnia 2012(dts)  |
| Rekord Azji                         | Youssef Saad Kamel | 1:42,79 | Monako    | 29 lipca 2008(dts)    |
| Rekord Ameryki Północnej            | Johnny Gray        | 1:42,60 | Koblencja | 26 sierpnia 1985(dts) |
| Rekord Ameryki Południowej          | Joaquim Cruz       | 1:41,77 | Kolonia   | 26 sierpnia 1984(dts) |
| Rekord Europy                       | Wilson Kipketer    | 1:41,11 | Kolonia   | 24 sierpnia 1997(dts) |
| Rekord Australii i Oceanii          | Joseph Deng        | 1:44,21 | Monako    | 20 lipca 2018(dts)    |

## Rezultaty
Źródło: worldathletics.org.
| Pozycja | Zawodnik       | Drużyna        | Czas    | Punkty | Uwagi |
| ------- | -------------- | -------------- | ------- | ------ | ----- |
| 1.      | Emmanuel Korir | Afryka         | 1:46,50 | 8      |       |
| 2.      | Clayton Murphy | Ameryka        | 1:46,77 | 7      |       |
| 3.      | Nijel Amos     | Afryka         | 1:46,77 | 6      |       |
| 4.      | Andreas Kramer | Europa         | 1:47,03 | 5      |       |
| 5.      | Michał Rozmys  | Europa         | 1:47,05 | 4      |       |
| 6.      | Jamal Hairane  | Azja i Oceania | 1:47,93 | 3      |       |
| 7.      | Jinson Johnson | Azja i Oceania | 1:48,44 | 2      |       |
| 8.      | Wesley Vázquez | Ameryka        | 1:49:60 | 1      |       |

## Klasyfikacja drużynowa
Źródło:
| Miejsce | Drużyna        | Punkty indywidualne | Punkty drużynowe |
| ------- | -------------- | ------------------- | ---------------- |
| 1.      | Afryka         | 14                  | 8                |
| 2.      | Europa         | 9                   | 6                |
| 3.      | Ameryka        | 8                   | 4                |
| 4.      | Azja i Oceania | 5                   | 2                |